# Fiebre (película de 1972)
Fiebre es una película filmada en colores de Argentina dirigida por Armando Bó según su propio guion estando la versión estadounidense a cargo de Paulette Rubinstein que se estrenó el 22 de junio de 1972 y que tuvo como protagonistas a Isabel Sarli, Armando Bo, Horacio Priani y Mario Casado. Fue rodada en Estancia La Rabona Manuel Ocampo.

## Sinopsis
Las dos pasiones de una mujer: los caballos y el hombre que provocó el suicidio de su esposo.

## Reparto
- Isabel Sarli
- Armando Bo	...	Juan
- Horacio Priani	...	Fernando
- Mario Casado	...	Marco
- Álex Castillo
- Santiago Gómez Cou
- Adelco Lanza
- Claude Marting
- Juan José Míguez
- Pablo Moret
- Miguel Paparelli

## Comentarios
Panorama escribió:

”Dios dio el sexo y el amor a los animales y a los hombres”, anuncia Bó en los títulos

Eduardo Saglul en La Opinión dijo:

”A igual distancia del absurdo y del realismo, algunos momentos de fiebre crean cierto clima irreal, pese al mismo Bó…hay algunas escenas interesantes sobre la vida sexual de los caballos.”

Manrupe y Portela escriben:

”Todo un clásico hípio que ese año figura en Variety como una de las 50 películas más taquilleras del mundo. Incluye secuencias oníricas imperdibles .”